# Тучемпи (Свентокшиське воєводство)
Тучемпи (пол. Tuczępy) — село в Польщі, у гміні Тучемпи Буського повіту Свентокшиського воєводства.
Населення — 589 осіб (2011).
У 1975-1998 роках село належало до Келецького воєводства.

## Демографія
Демографічна структура на день 31 березня 2011 року:
|          | Загалом | Допрацездатний вік | Працездатний вік | Постпрацездатний вік |
| -------- | ------- | ------------------ | ---------------- | -------------------- |
| Чоловіки | 289     | 64                 | 188              | 37                   |
| Жінки    | 300     | 63                 | 162              | 75                   |
| Разом    | 589     | 127                | 350              | 112                  |